# Egill Skallagrímsson
Egill Skallagrímsson (Egill, fils de Grímr le Chauve) est un héros et un scalde islandais né au début du Xe siècle à Borg, une ferme de la région des Myrar (les Marais) dans un fjord auquel elle a donné son nom, dans l'ouest de l'Islande.
Il est le personnage principal d'une des plus grandes sagas de familles Noir de l'île, probablement rédigée par l'écrivain et homme d'État Snorri Sturluson, qui décrit Egill (au chap 55 de la Saga) un de ses descendants, dans la première moitié du XIIIe siècle.

## Origines norvégiennes
Le plus lointain ancêtre connu d'Egill est son arrière-arrière-grand-père Ulfr Oargr, baron et scalde dans le Naumudalr, au nord de la Norvège. Il vivait au début de l'époque viking. Sa fille Hallbera donna son nom au fils qu'elle eut d'un certain Brunda-Bjalfi. 
À l'époque où Harald Ier de Norvège unifia le pays, Kveldulf, père de Grím, refusa de le servir tandis que l'un de ses fils allait payer cet honneur de sa vie. Aidé de son second fils, Grím le Chauve (Skallagrím), le vieux chef se vengea du roi avant de fuir la Norvège. Son idée était de se réfugier en Islande, une île tout récemment découverte, mais il mourut en cours de traversée. À sa demande, son cercueil fut jeté à la mer.

## Jeunesse islandaise
Grím s'installa en Islande, là où toucha terre le cercueil de son père. Il y établit le domaine de Borg, dans la région des Myrar dont il devint le chef. Il y accueillit beaucoup de monde dont son beau-père Yngvarr, un autre baron norvégien déchu, ainsi qu'un couple d'amoureux en fuite dont il recueillit la fille, Asgerd. De son épouse Bera, Grím ne garda que deux fils, Thorolf d'abord et Egill ensuite.
Très vite, Egill se montra extrêmement doué pour la poésie, la boisson et les conflits. D'une terrible violence, il tua un jour un compagnon de jeu qui l'avait maltraité et, plus tard, un intendant de son père. Comme il était devenu intenable, Grím accepta qu'il accompagne son aîné à l'étranger pour aller y faire ses armes.

## Avec Thorolf
En Norvège, Egill ne tarda pas à se lier d'une amitié éternelle avec Arinbjörn dont Thorolfr épousa la cousine, cette Asgerd qu'avait jadis adoptée Grím le Chauve. Il devint également l'ennemi mortel du roi Erik et de son épouse Gunnhild. Obligés de fuir le pays comme l'avaient fait leurs ancêtres, Egill et Thorolf devinrent vikings. Ils sévirent en Courlande, au Danemark (pillage de Lund) pour se retrouver finalement en Angleterre en 937.
C'est là, au service du roi Æthelstan à la bataille de Brunanburh, que Thorolfr fut tué. Egill le vengea aussitôt, reçut deux coffres d'argent du roi comme compensation et épousa la veuve de son frère.

## Bondi de Borg
De retour en Islande, bientôt père de famille, Egill hérita également des biens et fonctions de son père, décédé à cette époque. Des affaires d'héritage de son épouse le rappelèrent pourtant en Norvège où procès et duels s'enchaînèrent. Il tomba même un jour aux mains de son ennemi Erik à York et ne sauva sa vie que grâce à l'intervention d'Arinbjörn et à un poème de louange composé en une nuit. Lors de son tout dernier voyage, on le vit même percepteur d'impôts pour le roi Håkon de Norvège. Il rentra ensuite définitivement en Islande où il maria ses enfants.

## Vieillesse et mort
Des malheurs frappèrent alors Egill. Il perdit un de ses fils de maladie et un autre se noya. Il voulut renier le dieu Odin et se laisser mourir de faim et de chagrin, mais sa fille Thorgerd le convainquit d'écrire en l'honneur des disparus ce qui devint un des fleurons de la poésie scaldique. Il fit de même quand son ami Arinbjörn fut tué aux côtés du roi Harald vers 970. À la mort d'Asgerd, il laissa Borg et le titre de chef à son dernier fils Thorsteinn, qu'il n'aimait guère, et s'installa chez sa nièce à Mosfell. Ses seules consolations étaient son amitié avec le scalde Einarr Skallaglamm et une victoire en justice en faveur de son clan, mais il perdait peu à peu l'ouïe et la vue.
Après une dispute avec le maître de Mosfell, il ordonna à deux serviteurs de l'emmener avec ses deux coffres d'argent anglais vers une destination inconnue. On le retrouva bien plus tard, aveugle, errant au hasard, sans coffres ni guides. Il ne révéla pas son secret et mourut peu après dans son lit. Certaines théories présument qu'il souffrait d'une pathologie rare, la maladie osseuse de Paget : un épaississement très important des os crâniens qui expliquerait plusieurs caractéristiques physiques d'Egill. Selon un médecin australien, Egill Skallagrímsson aurait souffert d'une autre pathologie rare, la maladie de Van Buchem,.

## Descendance
Les filles d'Egill se marièrent et eurent une descendance. Thorgerd et ses fils sont les personnages principaux de la Saga des Gens du Val au Saumon. Thorsteinn eut de nombreux enfants, légitimes ou non, dont plusieurs interviennent aussi dans des sagas. Il adopta le christianisme quand il gagna l'Islande et ne mit jamais un pied hors de l'île.

## Postérité
De nos jours, Egill demeure l'un des personnages préférés des Islandais et il est probable qu'un très grand nombre d'entre eux descendent de lui d'une manière ou d'une autre.
En raison de la Saga d'Egill, il est l'un des scalde les plus célèbre. Bien que le récit soit très romancé, il souligne les nombreux rôles de ces poètes qui ne sont pas que de simples propagandistes, mais peuvent aussi prendre les armes et avoir un rôle politique.